# Desafinado
A Desafinado valószínűleg az egyik legtöbbek által előadott, legtöbbször játszott bossa nova (jelentése: új divat) dal. A másik a The Girl from Ipanema. Szerzői: Antônio Carlos Jobim (zene), Newton Mendonça (szöveg). A darab az idők folyamán dzsessz-sztenderddé vált.

## Híres felvételek
- Stan Getz
- Stan Getz & João Gilberto
- Stan Getz & Charlie Byrd Sextet
- George Michael & Astrud Gilberto
- Andrea Motis
- Eliane Elias
- Gal Costa
- Ella Fitzgerald
- Julie London
- Frank Sinatra + Antonio Carlos Jobim
- Nina Persson
- Lisa Hannigan & Damien Rice
- Tete Montoliu
- Lalo Schifrin
- Rosemary Clooney
- Perry Como
- Chick Corea
- Doris Day
- Dizzy Gillespie
- Stéphane Grappelli
- Coleman Hawkins
- Quincy Jones

## Díjak
- Latin Grammy Hall of Fame(wd) (João Gilberto album: „Chega de Saudade”)